# Liste der Bodendenkmale in Schashagen
In der Liste der Bodendenkmale in Schashagen sind die Bodendenkmale der Gemeinde Schashagen nach dem Stand der Bodendenkmalliste des Archäologischen Landesamts Schleswig-Holstein von 2016 aufgelistet. Die Baudenkmale sind in der Liste der Kulturdenkmale in Schashagen aufgeführt.
| Denkmal-ID           | Befundart               | Bezeichnung                                 | Zeitstellung                 | Lage | Bemerkungen | Bild |
| -------------------- | ----------------------- | ------------------------------------------- | ---------------------------- | ---- | ----------- | ---- |
| aKD-ALSH-Nr. 002 182 | Grabmal > Grabhügel     | Grabhügel                                   | Vor- und/oder Frühgeschichte |      |             |      |
| aKD-ALSH-Nr. 002 183 | Grabmal > Grabhügel     | Grabhügel                                   | Vor- und/oder Frühgeschichte |      |             |      |
| aKD-ALSH-Nr. 002 184 | Grabmal > Grabhügel     | Grabhügel                                   | Vor- und/oder Frühgeschichte |      |             |      |
| aKD-ALSH-Nr. 002 185 | Grabmal > Grabhügel     | Grabhügel                                   | Vor- und/oder Frühgeschichte |      |             |      |
| aKD-ALSH-Nr. 002 186 | Grabmal > Großsteingrab | Steinkammer                                 | Neolithikum                  |      |             |      |
| aKD-ALSH-Nr. 002 187 | Grabmal > Grabhügel     | Grabhügel                                   | Vor- und/oder Frühgeschichte |      |             |      |
| aKD-ALSH-Nr. 002 188 | Befestigung > Burg      | Burg/Motte/Ringwall/Turmhügel               | Mittelalter                  |      |             |      |
| aKD-ALSH-Nr. 002 189 | Grabmal > Grabhügel     | Grabhügel                                   | Vor- und/oder Frühgeschichte |      |             |      |
| aKD-ALSH-Nr. 002 190 | Grabmal > Grabhügel     | Grabhügel                                   | Vor- und/oder Frühgeschichte |      |             |      |
| aKD-ALSH-Nr. 002 191 | Befestigung > Burg      | Burg/Motte/Ringwall/Turmhügel „Schlottbarg“ | Mittelalter                  |      |             |      |
| aKD-ALSH-Nr. 002 192 | Grabmal > Grabhügel     | Grabhügel                                   | Vor- und/oder Frühgeschichte |      |             |      |
| aKD-ALSH-Nr. 002 193 | Grabmal > Grabhügel     | Grabhügel                                   | Vor- und/oder Frühgeschichte |      |             |      |